# Oderljunga kyrka
Oderljunga kyrka är en kyrkobyggnad i samhället Oderljunga intill Länsväg 108. Den tillhör Perstorps församling i Lunds stift.

## Kyrkobyggnaden
Nuvarande kyrka ritades av Johan Adolf Hawerman och uppfördes 1852–54 och ersatte en kyrka från slutet av 1100-talet. Den består av långhus med korsarmar åt norr och söder och ett torn i väster. Kyrkorummet är "felvänt" eftersom kor och altare ligger vid västra sidan intill tornet. Huvudingången ligger vid östra sidan precis intill vägen.
Kyrkorummets korvägg domineras av en al frescomålning utförd av Kaj Siesjö från Perstorp. Målningen tillkom 1955 när kyrkan fyllde 100 år. Målningens motiv utgår från orden i Matteus 11:28 "Kommen till mig, I alla som arbeten och ären betungade, så skall jag giva eder ro".

## Inventarier
- Dopfunten är kyrkans äldsta inventarium, troligen från 1200-talet. Funten är huggen i två delar och består av en rund cuppa med fyrsidig fot. Tillhörande dopfat i mässing kan vara från 1500-talet eller möjligen 1600-talet. En relief i dess botten skildrar bebådelsen.
- Från förra kyrkan kommer en altaruppsats snidad 1643. Den står numera i norra sidoskeppet.
- Predikstolen är snidad 1741 av amiralitetsbildhuggaren Niklas Ekekrantz och fanns även i gamla kyrkan.
- I taket hänger tre ljuskronor som skänktes till kyrkan 1914.
- I tornet hänger två klockor. Lillklockan härstammar troligen från 1400-talet, medan storklockan är tillverkad 1936.

### Orgel
- Orgeln med 29 stämmor och tre manualer är byggd 1951 av Grönlunds Orgelbyggeri AB i Gammelstad. Orgeln är pneumatisk och har fria och fasta kombinationer. Den har även en registersvällare.

| Manual I       | Manual II         | Manual III        | Pedal        | Koppel |
| Kvintadena 16' | Rörflöjt 8'       | Gedackthorn 8'    | Subbas 16´   | I/P    |
| Principal 8´   | Salicional 8'     | Nachthorn 4'      | Principal 8' | II/P   |
| Gedackt 8´     | Principal 4'      | Principal 2'      | Oktava 4'    | III/P  |
| Oktava 4'      | Blockflöjt 4'     | Sivflöjt 1'       | Nachthorn 4' | II/I   |
| Hålflöjt 4'    | Spetskvint 2 2/3' | Cymbel 3 chor     | Basun 16'    | III/I  |
| Oktava 2'      | Piccolo 2'        | Krummhorn 8'      | Regal 2'     | III/II |
| Mixtur 5 chor  | Ters 1 3/5'       | Tremulant         |              |        |
| Trumpet 8'     | Scharf 3 chor     |                   |              |        |
|                | Oboe 8'           | Crescendosvällare |              |        |
|                | Crescendosvällare |                   |              |        |

#### Kororgel
Den nuvarande kororgeln byggdes 1890 av Tufve Nilsson, Hjärnarp och är en mekanisk orgel. 1985 renoverades orgeln av A. Mårtenssons Orgelfabrik AB, Lund. Innan läktarorgeln byggdes 1951 användes denna orgel som huvudinstrument.
| Manual         | Pedal   |
| Borduna 16'    | Bihängd |
| Principal 8´   |         |
| Gedackt 8´ B/D |         |
| Harmonika 8'   |         |
| Oktava 4'      |         |
| Flöjt 4'       |         |
| Oktava 2'      |         |

#### Diskografi
- Lieder von Gellert (op 48) : 6 sånger för 1 röst & piano (här orgel) / Gedda, Nicolai, tenor ; Nilsson, Einar, orgel. LP. Karp Lp 1. 1978.

### Webbkällor
- Perstorps församling
- Åsbo Släkt- och Folklivsforskare
- Wikimedia Commons har media som rör Oderljunga kyrka.